# Višňovská dolina

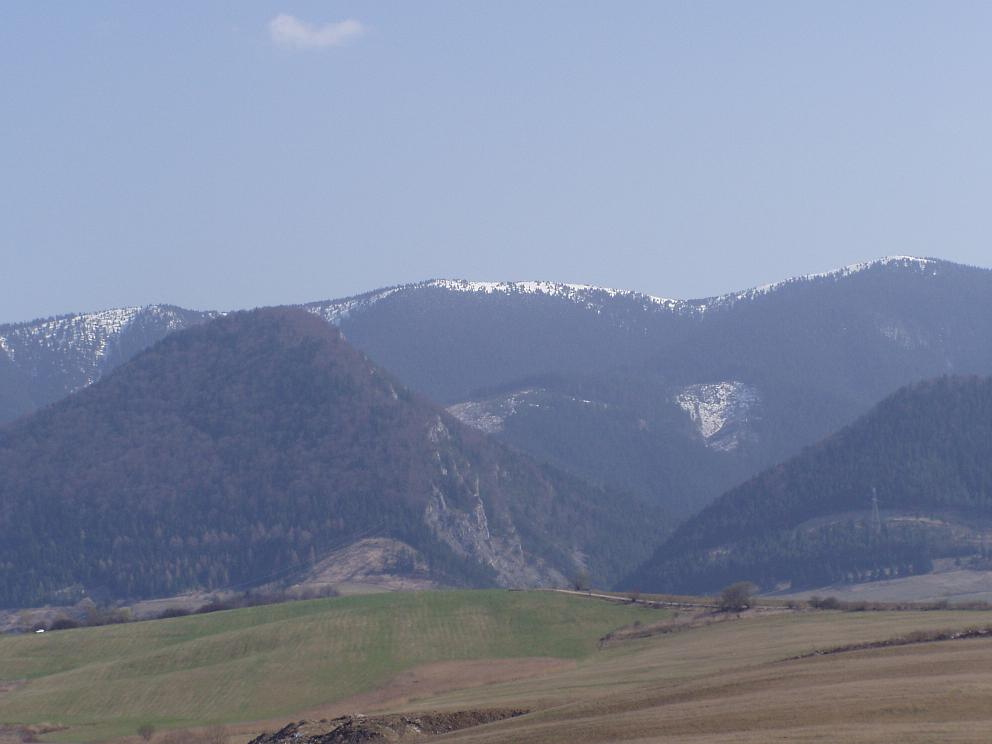
Pohled na ústí Višňovské doliny od letiště

Višňovská dolina je údolí v Lúčanské Malé Fatře, nedaleko obce Višňové, asi 10 km jihovýchodně od města Žilina. Protéká jí potok Rosinka.
Údolí je tvořeno především dolomity, a v minulosti zde byly pokusy o těžbu zlata. Údolí je známé především svými horolezeckými terény. Horolezce sem přitahuje zejména jedna z nejtěžších lezeckých stěn Slovenska – "Panter 8b+". V této oblasti jsou významné zdroje pitné vody.
Údolí se táhne od obce Višňové jihovýchodním směrem v délce asi 3 km k úpatí vrchu Minčol. Obklopuje ji ze severovýchodu Hoblík, Suchárová a Úplaz, z jihu dominuje širokému okolí Minčol. Ze západní strany údolí uzavírá  Horná roveň, nepatrně nižší Dolná roveň  a na lezecké výlety předurčený Valientov diel. Do Žilinské kotliny ústí nad obcí Višňové, před vyústěním se na pravém břehu potoka Rosinky na severozápadním svahu vrchu Hoblík nachází Hoblíkova jeskyně.
V sedle mezi Valientovým dielom a Dolní rovní se nachází lyžařský areál Holý diel.